# پامانا
پامانا (انگلیسی: Pammana) یک روستا در بخش سارما، شهرستان ساره در غرب کشور استونی است.
قبل از اصلاحات اداری در سال ۲۰۱۷، این روستا در ناحیه لیسی بود .